# L'insegnante balla... con tutta la classe
L'insegnante balla... con tutta la classe è un film commedia del 1979 diretto da
Giuliano Carnimeo.

## Trama
Nel liceo "Fratelli Bandiera" di Prato, la professoressa Claudia Gambetti insegna ginnastica con un suo metodo ginnico-igienico-ritmico, basato sul ballo. Il Preside, raccogliendo le proteste del corpo insegnante, al quale non si associa il professor Mezzoponte di italiano e letteratura patria, vorrebbe fermare Claudia ma finisce per lasciarsi convincere dalla ragazza stessa, particolarmente avvenente, a prendere lezioni private. I ragazzi, invidiosi delle compagne e attratti dalla Gambetti, giocano un brutto scherzo al Martorelli, che spediscono all'ospedale con due gambe rotte; e così godono a loro volta delle lezioni di Claudia.
Nel frattempo il Preside, mal consigliato dal bidello Anacleto, gioca alle corse e perde una grossa somma ricevuta dal Coni per sussidiare l'organizzazione della squadra studentesca di basket. Anacleto, riparando al proprio errore, ha una brillante idea: far partecipare a una gara di ballo, svolta alla discoteca Joy Joy di Pratilia, a Prato, proprio la professoressa e Mauro Bertarelli, il suo alunno più in forma. Claudia e Mauro guadagnano due milioni che risanano la cassa scolastica. Daniela, la ragazza di Mauro, finisce per rassegnarsi.
Ma il tempo stringe e l'impreparata squadra di pallacanestro sta per affrontare una rappresentativa venuta dall'Unione Sovietica. Ci pensano ancora una volta Claudia e le alunne che si prodigano in una serata interminabile, spompando i campioni bolscevichi. Per l'occasione il goffo professor Mezzoponte circuisce la gigantesca allenatrice della squadra avversaria.

## Produzione
Il film è stato girato a Prato e a Roma.